# Parktown
Parktown est un quartier de Johannesbourg en Afrique du Sud dans la province de Gaunteng.

## Démographie
En 2011 ce quartier compte 6 936 habitants.